# Francesc Buscató i Durlan
Francesc Buscató i Durlan, conegut amb el sobrenom de Nino Buscató (Pineda de Mar, Maresme, 21 d'abril de 1940), ha estat un dels millors jugadors del bàsquet català de tota la història i dels anys 60 en particular. Amb una alçada d'1,78 metres, dretà, jugava a la posició de base, un dels millors d'Europa en el seu moment.
Com a jugador va tenir una trajectòria llarga entre el seu debut el 1955 i el 1974 a quatre clubs diferents: UER Pineda, FC Barcelona, Aismalíbar Montcada i, sobretot, al Club Joventut de Badalona, on va militar deu temporades. Va guanyar dues lligues (1959 i 1968), i dues copes, (1959 i 1969).
A nivell internacional fou 222 vegades internacional amb Espanya que va significar un rècord fins entre els anys 1973 i 1993, quan va ser superat per un altre jugador mític: Epi. Va participar en tres Jocs Olímpics, Roma 1960, Mèxic 1968 i Múnic 1972, i en vuit edicions de l'Eurobasket, Istanbul 1959, Belgrad 1961, Wroclaw 1963, Moscou 1965, Hèlsinki 1967, Nàpols 1969, Essen 1971 i Barcelona 1973. En aquest darrer guanyà la medalla de plata. Després de la seva retirada com a jugador en actiu el 1974 va iniciar una curta carrera com a entrenador. Des de 1992 és el seleccionador de Catalunya.
El 2023, va ser commemorat pel Govern de Catalunya amb la Creu de Sant Jordi.

## Trajectòria esportiva

### Com entrenador
- Club Joventut de Badalona: 1974-1975
- FC Barcelona júnior: 1975-1980
- CB L'Hospitalet: 1980-1981
- Seleccionador de Catalunya: 1992-avui

## Títols i guardons
- 2 Lligues espanyoles: (1959, 1968)
- 2 Copes d'Espanya: (1959, 1969)
- Medalla de plata al Campionat d'Europa de Barcelona de 1973
- 2 cops al cinc ideal d'Europa, va jugar set vegades amb la selecció Europea
- Premi Fair Play de la UNESCO el 1970
- Medalla d'Or al Mèrit Esportiu d'Espanya
- Medalla d'Or al Mèrit Esportiu de la Federació Espanyola de Basquetbol
- Medalla d'Or i Medalla de Plata al Mèrit Esportiu de la Diputació de Barcelona.